# Centistes collaris
Centistes collaris är en stekelart som först beskrevs av Thomson 1895.  Centistes collaris ingår i släktet Centistes och familjen bracksteklar. Arten är reproducerande i Sverige. Inga underarter finns listade.